# 葛拉斯堡罗
葛拉斯堡罗（Glassboro）是美国新泽西州西南部格洛斯特县自治镇，在卡姆登以南27千米处。根據2010年美國人口普查，當地有18,579名居民。羅文大學位於此地。

## 歷史
1775年始有人定居，1920年设为自治镇。镇名意为玻璃工厂，但玻璃业在18世纪80年代达到高峰后以衰落。种植水果和生产袜子、塑料为主要经济项目。1967年，美国总统林登·约翰逊逊同苏联部长会议主席柯西金在此会晤，即葛拉斯堡罗峰会。

## 外部連結
- Glassboro website （页面存档备份，存于）
- Downtown Glassboro website
- Glassboro Public Schools
- School Data for the Glassboro Public Schools （页面存档备份，存于）, National Center for Education Statistics